# Tournoi de l'UEMOA
Le tournoi de l'UEMOA (Union économique et monétaire ouest-africaine) est une compétition annuelle de football regroupant les joueurs locaux des huit pays membres de l’UEMOA : Mali, Côte d'Ivoire, Burkina Faso, Niger, Togo, Bénin, Sénégal et Guinée-Bissau.

## Palmarès
| Année        | Pays hôte     |               | Finale               | Finale    | Finale |
| Année        | Pays hôte     | Vainqueur     | Score                | Finaliste |        |
| ------------ | ------------- | ------------- | -------------------- | --------- | ------ |
| 2007 Détails | Burkina Faso  | Côte d'Ivoire | 2 – 0                | Niger     |        |
| 2008 Détails | Mali          | Côte d'Ivoire | 1 – 1 (6 – 5 t.a.b.) | Mali      |        |
| 2009 Détails | Bénin         | Sénégal       | 1 – 0                | Niger     |        |
| 2010 Détails | Niger         | Niger         | 1 – 0                | Bénin     |        |
| 2011 Détails | Sénégal       | Sénégal       | 1 – 0                | Mali      |        |
| 2013 Détails | Côte d'Ivoire | Burkina Faso  | 0 – 0 (9 – 8 t.a.b.) | Bénin     |        |
| 2016 Détails | Togo          | Sénégal       | 1 – 0                | Mali      |        |